# Nadia's Theme
 (septembre 2012).
Si vous disposez d'ouvrages ou d'articles de référence ou si vous connaissez des sites web de qualité traitant du thème abordé ici, merci de compléter l'article en donnant les références utiles à sa vérifiabilité et en les liant à la section « Notes et références ».
Nadia's Theme est un thème musical composé par Barry De Vorzon et Perry Botkin Jr..
Initialement composé pour le film Bless the Beasts and Children en 1971 sous le titre Cotton's Dream, cette musique est ensuite réutilisée sous le titre Nadia's Theme comme thème du générique du feuilleton américain Les Feux de l'amour (The Young and the Restless).

## Histoire
À l'origine intitulée Cotton's Dream, elle apparaissait dans la bande son du film Bless the Beasts and Children, sorti en 1971.
Elle fut rebaptisée Nadia's Theme, après que l'émission Wide World of Sports d'ABC, l'utilisa comme fond sonore pour une compilation de performances de la gymnaste roumaine Nadia Comăneci lors des Jeux olympiques de 1976. Mais la gymnaste n'a jamais utilisé cette musique lors de ses exercices. En fait, elle utilisa Yes Sir, That's My Baby et Jump in the Line. Le thème a été repris par David Hasselhoff dans une des chansons de son album  Lovin' feelings en 1987 et par la chanteuse Mary J. Blige en 2001 pour l’un de ses succès, No More Drama.

## Générique de la sérieLes Feux de l'Amour
Cette musique est composée d'enchainements de violon et de piano.
La musique est la même depuis le début du feuilleton, soit depuis le 26 mars 1973.
Entre décembre 1999 et mars 2003, une variante de saxophone et de piano a été utilisée, elle a depuis été abandonnée.
Les génériques de début et de fin d'épisode sont légèrement différents.

## Distinction
Ce thème musical a permis à Barry De Vorzon et Perry Botkin Jr. d'obtenir un Grammy Awards en 1978, dans la catégorie "Best Instrumental Arrangement"